# Рембаза (аул)
Ремба́за (каз. Рембаза) — колишній аул у складі Атирауської міської адміністрації Атирауської області Казахстану. Входив до складу Жумискерського сільського округу. Ліквідований у 2018 році.
У радянські часи аул був частиною селища Жумискер.
Населення — 2625 осіб (2009; 1993 в 1999).